# Jazz Vilá
Jazz Vilá (La Habana, 21 de agosto de 1984) es un actor, director, productor y dramaturgo cubano reconocido por sus actuaciones en largometrajes como Juan de los muertos, El acompañante, Hotel Coppelia, The Mick and the Trick y la conducción del «late night show» El Jelengue. Así como en la serie Paquita Salas . Es fundador y CEO de la compañía Jazz Vilá Projects.

## Biografía
Inició su carrera artística con 14 años en un taller de actuación en el Teatro Nacional de Cuba. Pocos meses después participa en la telenovela cubana Las huérfanas de la Obra Pía donde encarnó a Andresito, el panadero.[cita requerida] Posteriormente ingresó en la Escuela Nacional de Artes de Cuba, titulándose de actuación en 2004. Se integra al grupo de teatro El Público, bajo la dirección de Carlos Díaz, formando parte del elenco de las obras Ícaros y La loca de Chaillot.
En 2005 realiza su primera película, Personal Belongings, bajo la dirección de Alejandro Brugués. Ese mismo año viaja como invitado al Festival de Teatro de Aviñón, trasladándose posteriormente a Madrid donde comienza a trabajar como asesor dramático de varios artistas del flamenco como La Truco o María Juncal. También durante su etapa en España trabaja como asistente de producción para el Ballet de Montecarlo , con quienes vuelve a colaborar durante el XVI Festival Internacional de Teatro de La Habana y para la compañía de Blanca Li, en la que también se desempeñó como asistente de vestuario.
En 2010 participa en la coproducción cubano-española Juan de los muertos, segundo filme del director Alejandro Brugués. Su interpretación del personaje “la China’’ en esta cinta fue candidato a la nominación de los Premios Goya como “Mejor actor revelación”.[cita requerida] El estreno del largometraje lo llevó a varios Festivales como el de Guadalajara (México), MIFF (Estados Unidos), Fanstasporto (Portugal) y BIFFF (Bélgica).
En 2013 Vilá regresó a La Habana y volvió a trabajar en teatro con Carlos Díaz en la reposición de la obra Calígula y el musical Carmen Jones de Christopher Renshaw.
Su presencia en el cine se regularizó al formar parte del elenco de los largometrajes Fátima o el parque de la Fraternidad, Caballos, El acompañante y  más recientemente, Antes que llegue el ferry. En 2015 la revista VISTAR lo incluyó en la lista de los seis actores jóvenes más recurrentes del cine cubano.
En 2018 tuvo participaciones en las series españolas Paquita Salas (Netflix) y Skam España (Movistar Plus). También durante este año rodó el largometraje dominicano Hotel Coppelia bajo la dirección de José María Cabrales.
Hotel Coppelia , estrenado en 2021 en HBOMAX., recibió una gran aceptación del público, hasta llegar a ser recomendada por Forbes. Este trabajo le valió la nominación en la categoría de “Mejor actor principal” en los premios de la Asociación Dominicana de Cine (ADOCINE).
The Mick and The Trick (2020) marcó el debut de Jazz Vilá en el cine estadounidense. En la película dirigida por Tom DeNucci, Vilá da vida a Sugar compartiendo protagónico con Peter Greene.
Durante el 2021, rodó Mírame Así  y Farándula: la película, largometrajes de la productora Alin Entertaimet y se sumó al elenco de El Jelengue como presentador junto a Bonco Quiñongo en este show de Mega TV.
A principio de 2023 se incorpora al elenco del largometraje El regresado bajo la dirección de Armando Capó y en mayo de ese mismo año  “Havana Film Festival in New York” proyecta en su clausura la adaptación cinematográfica de Farándula, ópera prima de Vilá que contó con un preestreno en La Habana el 3 de marzo para celebrar el 5.º aniversario de la obra teatral del propio autor.
Jazz Vilá es miembro de La Sociedad General de Autores y Editores (SGAE), Artistas Intérpretes, Sociedad de Gestión (AISGE), y la «International Society for the Performing Arts» (ISPA); y en 2017 fue merecedor del “Incubator Artist Program” en Texas (USA). Ha participado en certámenes internacionales como el “Talent Corner” de jóvenes actores en la 64 edición del “Festival de Cannes” (Francia), el “Berlinale Talent” 2014 (Alemania) y el “Talent Campus” Guadalajara en 2012. Ha sido invitado por el Festival Internacional de Cine de Guadalajara como uno de los expertos para desarrollar el Acting Studio del Talent Guadalajara 2019. También este año Vilá ha sido el director artístico de la Gala Cubana contra la Homofobia y como jurado en el Festival Cuórum Morelia.
Jazz Vilá ha mostrado su compromiso con la formación de nuevos talentos, a quienes imparte talleres, charlas y clases magistrales en prestigiosas instituciones como la Universidad Complutense de Madrid, la Fundación Shakespeare de España, la Escuela Nacional de Artes de Cuba y el Adriana Barraza Acting Studio. Su participación como embajador cultural en diversos proyectos sociales se ha concretado desde enero de 2023 con el establecimiento de la fundación Jazz Vilá PorDentro.

### Director
Debuta a los 17 años como director con una adaptación propia de La casa de Bernarda Alba en el Teatro Alicia Alonso de La Habana. Durante su etapa en España es director artístico de varios espectáculos flamencos y director general de la obra La última noche.
Al regresar a Cuba crea un grupo teatral que en 2015 queda oficializado como compañía bajo el nombre de Jazz Vilá Projects con producciones de su autoría como Rascacielos, Eclipse y más recientemente Farándula.
En enero de 2017 se convierte en el primer director que presenta una compañía cubana en Estados Unidos interpretando en inglés una obra de la isla. Este mismo año Jazz fue merecedor del Incubator Artist Program en Texas, premio que le sirvió para la producción de su obra Frontera, primera de su compañía producida y estrenada fuera de Cuba.
En 2020, Jazz Vilá estrenó la serie “VOM (Vestuario o Maquillaje)”, de la que fue director, guionista y productor ejecutivo y en 2021 dirigió la película Farándula (Estados Unidos), una adaptación de popular obra Farándula estrenada en la edición 23 del Havana Film Festival in New York en mayo de 2023.

## Principales trabajos

### Cine
| Año  | Película/Personaje                              | Director/ País                           |
| 2023 | El Regresado                                    | Armando Capó/ Cuba                       |
| 2021 | Farándula, la película                          | Jazz Vilá/ Estados Unidos                |
| 2021 | Mírame así                                      | Héctor(El Oso)Márquez / Estados Unidos   |
| 2020 | The Mick and the Trick                          | Tom Denucci / Estados Unidos             |
| 2018 | Hotel Coppelia (Betty)                          | José María Cabral / República Dominicana |
| 2016 | Antes que llegue el Ferry (el superhéroe)       | Vladimir García / Cuba                   |
| 2015 | El Rey de La Habana (Raulito)                   | Agustí Villaronga / España-Dominicana    |
| 2014 | El Acompañante (Boris)                          | Pavel Giroud / Cuba-Francia              |
| 2014 | Caballos (Fumigador)                            | Fabián Suárez / Cuba                     |
| 2013 | La cosa humana (Jazz Vilá)                      | Gerardo Chijona / Cuba                   |
| 2013 | Omega 3 (Androide)                              | Eduardo del Llano / Cuba                 |
| 2013 | Fátima o el parque de la Fraternidad (Katiuska) | Jorge Perugorría / Cuba                  |
| 2012 | Venecia (Ada-Adalberto)                         | Kiki Álvarez / Cuba                      |
| 2011 | Juan de los muertos (la china)                  | Alejandro Brugués / Cuba-España          |
| 2008 | Arena (el hombre)                               | Jota Aronak / España                     |
| 2006 | Personal Belongings (Mayito)                    | Alejandro Brugués / Cuba                 |
| 2005 | El Cumpleaños (el papá)                         | Virginia Llera / España                  |
| 2003 | Blues por la muerte del Capitán (Víctor)        | Fernando Zamora / México-Cuba            |

### Teatro
| Obra/Personaje                                | Director/ País             |
| Eclipse (Conde)                               | Jazz Vilá / Cuba           |
| Carmen Jones ‘El Musical’ (Rico)              | Christopher Renshaw / Cuba |
| Goldfish (Jazz Vilá)                          | Reinier Rodríguez / Cuba   |
| Calígula (Escipión)                           | Carlos Díaz / Cuba         |
| Cartas a Peer Gynt(el barquero)               | Carlos Díaz / Cuba         |
| Poeta en Nueva York (Ella)                    | Blanca Lí / España         |
| La Loca de Chaillot (el recadero)             | Carlos Díaz / Cuba         |
| Ícaros (Ícaro de la lámpara)                  | Carlos Díaz / Cuba         |
| Enrique IV Primera parte (Falstaff)           | Maritza Abrahantes / Cuba  |
| Fuenteovejuna (Esteban)                       | Maritza Abrahantes / Cuba  |
| Baltasar (Baltasar)                           | Maritza Abrahantes / Cuba  |
| Pícnic (Howard Bevans)                        | Elena Álvarez / Cuba       |
| Escenas de la calle (Frank Maurrant)          | Elena Álvarez / Cuba       |
| Sueño de una noche de verano (Teseo y Oberón) | Johan Monteagudo / Cuba    |

### Televisión
| Programa / Personaje                     | Director / País                         |
| Renacer                                  | Cubavisión/Cuba                         |
| El Jelengue (presentador)                | Mega TV / Estados Unidos                |
| Paquita Salas (Rox)                      | Javier Calvo y Javier Ambrossi / España |
| SKAM España (Fidel Ginecólogo)           | Begoña Álvarez / España                 |
| Cuatro Estaciones en La Habana (Jiménez) | Félix Viscarret / España - Cuba         |
| La Secta (Lino)                          | Oleg Fesenko/ Rusia - Cuba              |
| Tras la huella (Manuel)                  | Loysi Inclán / Cuba                     |
| Primera Clase (Oscar Tela Renta)         | Manolo Ortega / Cuba                    |
| Las huérfanas de la Obrapía (Andresito)  | Rafael (Cheito) González / Cuba         |

## Premios y reconocimientos
- Incubator Artist Program 2017. Premio concedido por Museum and Cultural Affairs Department de la Ciudad de El Paso, Texas (Estados Unidos).
- ·Premio Especial del Jurado (Categoría Teatro) en el Concurso Internacional de Literatura Casa Teatro 2016 (República Dominicana)